# أتسيبوبولون (ريثيمني)
أتسيبوبولون (باليونانية: Ατσιπόπουλο) هي بلدة تقع في مقاطعة ريثيمنو، ضمن إقليم كريت جنوب اليونان. تُعرف بطابعها المعماري التقليدي، وتُعد واحدة من القرى التاريخية في المنطقة. يبلغ عدد سكانها حوالي 1960 نسمة.